# Publius Decius Mus (consul in 340 v.Chr.)
Publius Decius Mus (- 340 v.Chr.; volledige naam: Publius Decius Q.f. Mus) was een lid van de gens Decia en de eerste van zijn familie om het consulaat te bereiken.
Hij maakte in 352 v.Chr. deel uit van een commissie (de quinqueviri mensarum) die het probleem van de schuldenlast van het volk moest aanpakken. In 343 v.Chr. zou hij als tribunus militum het door de Samnieten omsingelde Romeinse leger hebben gered.
In 340 v.Chr. werd hij samen met Titus Manlius Imperiosus Torquatus tot consul aangesteld. Toen Decius een "Kodrisch" orakel te horen kreeg (d.i. een orakel dat een nederlaag voorspelt indien een bepaald persoon niet sneuvelt), ging hij over tot de offerdood (devotio) en stortte zich in de Slag bij de Vesuvius in Campanië in de strijd tegen de Latijnen en sneuvelde in de veldslag, waarmee de overwinning van de Romeinen was verzekerd. Het is echter mogelijk dat dit om een verhaal van na zijn tijd gaat om een precedent te scheppen voor het feit dat aan zijn gelijknamige zoon en kleinzoon in de overlevering dezelfde zelfopoffering werd toegeschreven.

## Antieke bronnen
- Diodoros van Sicilië, XVI 89.
- Livius, Ab Urbe condita VII 21, 34-36, VIII 3.5, 6, 9.